# Sanne Vermeer
Sanne Vermeer (* 25. März 1998) ist eine niederländische Judoka. Sie war Weltmeisterschaftsdritte 2021 und zweimal Europameisterschaftsdritte.

## Sportliche Karriere
Sanne Vermeer kämpft seit 2014 im Halbmittelgewicht, der Gewichtsklasse bis 63 Kilogramm. 2015 war sie Kadettenweltmeisterin und 2016 Junioreneuropameisterin. Ebenfalls 2016 war sie niederländische Meisterin in der Erwachsenenklasse. 2017 wurde sie Zweite bei den Juniorenweltmeisterschaften, 2018 gewann sie den Titel.
Die Europameisterschaften 2019 wurden im Rahmen der Europaspiele in Minsk ausgetragen. Im Halbfinale unterlag sie der Französin Clarisse Agbegnenou, im Kampf um Bronze bezwang sie die Deutsche Martyna Trajdos. Zwei Monate später unterlag sie im Viertelfinale der Weltmeisterschaften in Tokio der Japanerin Miku Tashiro. Mit einem Sieg in der Hoffnungsrunde erreichte sie den Kampf um Bronze, den sie gegen ihre Landsfrau Juul Franssen verlor.
Nach der Zwangspause wegen der COVID-19-Pandemie kehrte Vermeer 2021 erfolgreich auf die Judomatte zurück. Bei den Europameisterschaften in Lissabon verlor sie im Halbfinale gegen die Slowenin Tina Trstenjak. Im Kampf um eine Bronzemedaille bezwang sie die Kosovarin Laura Fazliu. Anderthalb Monate später unterlag sie im Halbfinale der Weltmeisterschaften in Budapest Clarisse Agbegnenou, im Kampf um Bronze besiegte sie die Brasilianerin Ketleyn Quadros.